# 김인경 (신라)
김인경(金仁慶, 생몰년 미상)은 신라(新羅) 문성왕(文聖王)의 후손으로 벼슬이 각간(角干)에 이르렀다. 손자 김부(金傅)가 경순왕에 올라 의흥왕(懿興王)에 추봉되었다. 일명 김실홍(金實虹) 또는 김관유(金官柔)라 한다.

## 생애
삼국사기에 서발한(舒發翰) 김인경(金仁慶)의 아들인 효종랑이 어머니를 봉양하려고 부잣집에 자신의 몸을 팔아 종이 된  『효녀 지은(知恩)』의 몸값을 갚아 양민으로 만들어주자, 정강왕(定康王)이 이를 대견하게 여겨 그를 헌강왕의 딸과 결혼시켰다고 기록되어 있다.

## 가계
- 증조부 : 문성왕(文聖王)
- 증조모 : 소명왕후(炤明王后) 박씨(朴氏)
- 조부 : 상대등 김안(金安)[5]
- 부 : 김민공(金敏恭)
- 모 : 미상
  - 부인 : 미상
    - 아들 : 김억렴(金億廉), 잡간(匝干)
      - 손자 : 김유렴(金裕廉), 대아찬(大阿飡) 시중(侍中)-경순왕 당제(堂弟), 931년 고려 태조에게 볼모로 감, 삼한벽상공신
      - 손녀 : 신성왕태후(神成王太后) - 고려 태조에게 출가

    - 아들 : 김효종(金孝宗), 일명 효종랑(孝宗郞)
      - 손자 : 경순왕 김부(金傅)